# Lijst van rijksmonumenten in Langerak (Zuid-Holland)
De plaats Langerak telt 8 inschrijvingen in het rijksmonumentenregister. Hieronder een overzicht.
| Object | Oorspronkelijke functie?  | Bouwjaar                                                                                | Architect | Locatie           | Coördinaten?                  | Nr.?   | Afbeelding |
| --- | ------------------------- | --------------------------------------------------------------------------------------- | --------- | ----------------- | ----------------------------- | ------ | --- |
| Boerderij met puntgevel en links uitgebouwde opkamer. Vensters met goede roedenverdeling in de ramen. Houten schuur achter de boerderij | Boerderij                 | 18e eeuw                                                                                |           | Lekdijk 96        | 51° 56' 18" NB, 4° 53' 40" OL | 23929  | Boerderij met puntgevel en links uitgebouwde opkamer. Vensters met goede roedenverdeling in de ramen. Houten schuur achter de boerderij |
| Fraaie boerderij, gedateerd op een gevelsteen                                                                                           | Boerderij                 | 1828 (gevelsteen)                                                                       |           | Lekdijk 122       | 51° 56' 12" NB, 4° 53' 21" OL | 23930  | Meer afbeeldingen |
| Nederduitsch Hervormde bakstenen kruiskerk                                                                                              | Kerk en kerkonderdeel     | 14e eeuw (koor) 16e eeuw (schip) ca. 1500 (toren) 1912 (restauratie) 1969 (restauratie) |           | Lekdijk 151       | 51° 56' 8" NB, 4° 52' 57" OL  | 23931  | Meer afbeeldingen |
| Kerktoren | Kerk en kerkonderdeel     | ca. 1500                                                                                |           | Lekdijk bij 151   | 51° 56' 8" NB, 4° 52' 57" OL  | 23932  | Meer afbeeldingen |
| De Westermolen | Industrie- en poldermolen | 1652                                                                                    |           | Nieuwpoortseweg 1 | 51° 54' 49" NB, 4° 52' 50" OL | 23933  | Meer afbeeldingen |
| Transformatorgebouw | Nutsbedrijf               | 1922                                                                                    |           | Lekdijk bij 17    | 51° 56' 36" NB, 4° 55' 24" OL | 510014 | Transformatorgebouw |
| Houten schuur | Opslag                    | 1900                                                                                    |           | Lekdijk 19        | 51° 56' 35" NB, 4° 55' 20" OL | 510015 | Houten schuur |
| Dieselgemaal Langerak, gemaal ter bemaling van de polder Langerak                                                                       | Gemaal                    | 1939                                                                                    |           | Nieuwpoortseweg 2 | 51° 54' 49" NB, 4° 52' 52" OL | 510016 | Meer afbeeldingen |